# Mehnerschacht
Der Mehnerschacht war ein Wetterschacht im Steinkohlenrevier des Döhlener Beckens auf dem Gebiet der Stadt Freital in Sachsen. Er diente der Bewetterung des Grubenfeldes links der Weißeritz, das zum Königlichen Steinkohlenwerk Zauckerode gehörte.

## Geschichte
Die zwischen dem Oppelschacht und dem Döhlener Kunstschacht liegenden Abbaue wurden durch eine alte Tagesstrecke bewettert. Die Unterhaltung dieses im Einfallen des 1. Flözes aufgefahrenen Grubenbaus wurde zunehmend schwieriger. Man entschloss sich deshalb zur Teufe eines neuen Wetterschachtes zwischen den beiden Schächten.
Als Mehnerschacht wurde der bei 178,76 m NN angesetzte Schacht zwischen dem 15. Februar 1850 und dem 17. Mai 1850 mit einer Teufe von 33,0 m niedergebracht. Ab einer Teufe von 20,70 m wurde das 1. Flöz mit einer Mächtigkeit von 4,00 Metern durchteuft.
Der natürliche Wetterstrom im Schacht wurde im Sommer durch das Einhängen von Feuerkübeln unterstützt.
Mit dem tiefer gehen der Abbaue reichte diese Bewetterung bald nicht mehr aus, und man baute 1854 einen Wetterofen ein. Der Schacht wurde auf 36,8 Meter weiter geteuft und mit der im Liegenden des Flözes aufgefahrenen Untergebirgsstrecke 28 verbunden.
1861 reichte auch diese Bewetterung nicht mehr aus und der Mehnerschacht erhielt einen Ventilator. Über den Typ des ab dem 23. Oktober 1861 gebauten Ventilators gibt es keine Angaben. Der Ventilator ging am 5. Mai 1862 in Betrieb.
Nach dem Bruch der Ventilatorwelle im Jahr 1863 wurde nach Plänen von dem Freiberger Oberkunstmeister Friedrich Wilhelm Schwamkrug  ein neuer Ventilator in der eigenen Bergschmiede gebaut.
Ein Betrieb des Ventilators war nur im Sommer zur Unterstützung des natürlichen Wetterstromes notwendig.
Um den Schacht dauerhaft in Betrieb zu halten, wurde die Vollschrotzimmerung durch eine Schachtmauerung ersetzt.
1873 wurde der alte Ventilator durch einen Guibal Ventilator mit sieben Metern Durchmesser und 1,80 Metern Breite ersetzt. Er hatte eine Leistung von 850 Kubikmeter Luft pro Minute.
Nach der Flutkatastrophe vom 30./31. Juli 1897, in deren Folge der Döhlener Wetterschacht seine Funktion verlor, übernahm der in Reserve stehende Mehnerschacht die Bewetterung der südlichen Grubenbaue.
Ab 1902 übernahm der Königin-Carola-Schacht die Bewetterung der sich immer mehr Richtung Süden bewegenden Abbaue. Der Mehnerschacht wurde stillgelegt, aber in Reserve gehalten. Bis 1959 diente er als Fluchtweg und wurde zeitweilig zur Bewetterung der 28. Untergebirgsstrecke eingesetzt.